# Carl Friedrich Jakob Schnabel
Carl Friedrich Jakob Schnabel (* 5. Dezember 1740 in Mülheim/Rhein; † 14. Juli 1787 in Elberfeld) war ein Gerichtsschreiber, Stadtschreiber und Stadtsyndikus in Elberfeld.

## Leben
Als Sohn des Papierfabrikanten Heinrich Schnabel (1706–1797) in Gladbach studierte Schnabel Rechtswissenschaften und promovierte als Jurist. Als evangelisch-reformierter Gerichtsschreiber war er in Elberfeld tätig und wurde später Stadtsyndikus der Stadt. Während des Elberfelder Weberaufstandes von 1783 am 5. Februar wurden von den aufständischen Leinewebern Papiere und Bescheide aus der Arbeit Schnabels zerrissen und der Magistrat aus dem Rathaus vertrieben.

## Familie
Er vermählte sich 1771 mit Maria Christine Schnabel, geb. Maurenbecher (1740–1791). Aus der Ehe gingen vier Kinder hervor, darunter der spätere preußische Landrat Heinrich Schnabel (1778–1853).